# Guyang Shuiku
Guyang Shuiku (kinesiska: 古洋水库) är en reservoar i Kina. Den ligger i provinsen Fujian, i den sydöstra delen av landet, omkring 110 kilometer sydväst om provinshuvudstaden Fuzhou. Guyang Shuiku ligger 109 meter över havet. Arean är 0,89 kvadratkilometer. I omgivningarna runt Guyang Shuiku växer i huvudsak städsegrön lövskog. Den sträcker sig 1,8 kilometer i nord-sydlig riktning, och 1,3 kilometer i öst-västlig riktning.
Genomsnittlig årsnederbörd är 1 642 millimeter. Den regnigaste månaden är augusti, med i genomsnitt 293 mm nederbörd, och den torraste är oktober, med 12 mm nederbörd.